# Saint-Vallier-de-Thiey
Saint-Vallier-de-Thiey ist eine französische Gemeinde mit 3.662 Einwohnern (Stand 1. Januar 2022) im Département Alpes-Maritimes in der Region Provence-Alpes-Côte d’Azur. Sie gehört zum Kanton Grasse-1 im Arrondissement Grasse. Die Bewohner nennen sich die Vallerois.

## Geographie
Die Gemeinde liegt im Regionalen Naturpark Préalpes d’Azur. Hier befindet sich auch die Parkverwaltung mit dem „Maison du Parc“.
Nachbargemeinden sind:
- Caussols im Norden und im Nordosten,
- Le Bar-sur-Loup und Grasse im Osten,
- Cabris im Südosten,
- Spéracèdes im Süden,
- Saint-Cézaire-sur-Siagne im Südwesten,
- Mons im Westen,
- Escragnolles im Nordwesten.

Um den Ort werden 24 Tumuli, 7 Dolmen und 6 Pseudodolmen aufgeführt.

## Bevölkerungsentwicklung
| 1962 | 1968 | 1975 | 1982 | 1990 | 1999 | 2006 | 2007 | 2011 |
| ---- | ---- | ---- | ---- | ---- | ---- | ---- | ---- | ---- |
| 381  | 505  | 575  | 912  | 1536 | 2261 | 3031 | 3142 | 3399 |

## Sehenswürdigkeiten
Siehe: Liste der Monuments historiques in Saint-Vallier-de-Thiey
- Dolmen von Dégoutay
- Tombe de la Colle
- Tumuli von Caillassou